# Blackbird (canção de The Beatles)
"Blackbird" é uma canção dos Beatles composta por Paul McCartney, creditada à dupla Lennon-McCartney, e lançada no álbum The Beatles (ou Álbum Branco) de 1968. A canção foi gravada em 11 de junho de 1968 apenas por McCartney.

## Origens da criação
McCartney revelou, no programa Chaos and Creation at Abbey Road, exibido em 2005, que o acompanhamento do violão foi inspirado em "Bourée em mi menor", uma conhecida peça fúnebre de Johann Sebastian Bach. A música de Bach era originalmente para violão clássico, e Paul e George Harrison tentaram aprendê-la na juventude. Portanto, é caracterizada pela melodia em notas graves de baixo tocadas simultaneamente com cordas agudas e graves. McCartney decidiu alterar algumas notas de Bach, criando a base para Blackbird.
Paul, desde a composição da música em 1968, deu diferentes e contraditórias versões sobre as origens da canção.
Uma das versões é de que a letra é uma metáfora sobre os conflitos raciais nos Estados Unidos, principalmente quanto à situação das mulheres negras.
Uma das outras versões para a origem da música é a de que Paul acordou cedo em Rishikesh (Índia) para ouvir um melro-preto cantar, pegou o violão para transcrever o canto do pássaro e, com a ajuda do músico Donovan, esboçou o começo da música.
Já a madrasta de Paul, Angie MacCartney, afirma que a música foi escrita para a mãe dela, Edie Stopforth. Ela diz ter a cópia de um take de estúdio em que Paul diz "esta é para Edie", antes da gravação. "Minha mãe estava morando comigo e com Jim depois de uma longa doença", ela conta. "Durante esse período, Paul nos visitou e ficou algum tempo sentado na cama de minha mãe. Ela disse a ele que sempre ouvia um pássaro cantar à noite. Paul acabou levando um gravador para o quarto dela e gravou o som desse pássaro".
Em maio de 2002, após uma apresentação em Dallas, Paul discutiu a canção com Chris Douridas, da rádio KCRW, e disseː

Eu estive lendo [poesia] no ano passado porque eu estava com um livro de poesia chamado Blackbird singing e, sempre que lia Blackbird, eu pensava em uma explicação para dar às pessoas... Então, eu comecei a pensar nas explicações, e me lembrei do motivo pelo qual escrevi Blackbird, você sabe, eu estava na Escócia tocando meu violão, e me lembrei do motivo da ideia de 'você estava apenas esperando este momento para voar', você sabe, a luta do povo negro no sul dos Estados Unidos, eu usei o simbolismo do melro-preto. Não é realmente sobre um melro-preto com asas quebradas, você sabe, é um pouco mais simbólico.
Antes da seção de guitarra acústica nessa mesma turnê, Paul explicava que bird é uma gíria britânica para "garota", o que torna, blackbird, um sinônimo de "garota negra".
O escritor Andrew Hickey, no entanto, disse que Paul só começou a citar os movimentos raciais nos Estados Unidos como inspiração para a música após alguns críticos terem levantado essa possibilidade. Segundo o escritor, seria uma espécie de revisionismo de Paul, tentando conferir maior profundidade à letra da música. Em sentido contrário, em um ensaio informal nos estúdios EMI em 22 de novembro de 1968, antes de Paul e Donovan participarem da gravação de uma música de Mary Hopkin, Paul tocou Blackbird, dizendo, para Donovan, que havia composto a música depois de "ler alguma coisa nos jornais sobre os confrontos", e que o melro-preto da música simbolizava uma mulher negra.

## Letra
Paul leu uma notícia no jornal que relatava os conflitos raciais nos Estados Unidos, e o sofrimento de mulheres negras para ingressar na sociedade. A música é uma espécie de apoio e o melro-preto simboliza a mulher negra. Quando ele diz: "Pássaro preto, pegue essas asas quebradas e comece a voar" é como se fosse um conselho, do tipo: levante! Tome uma atitude! "Por toda sua vida você só esperou esse momento pra ser livre."[carece de fontes?]

## Gravação
A canção foi gravada em 11 de junho de 1968 no Abbey Road Studios, com George Martin na produção e Geoff Emerick como engenheiro de som. McCartney toca um violão Martin D28. A faixa inclui um som de um autêntico melro-preto (Blackbird) cantando ao fundo.
A estrutura da canção não é usual, trazendo três versos transgressores de 3/4, 4/4 e 2/4 na construção métrica. É na escala de Sol e é tocada com um estilo único de dedilhado e vibrato nas notas graves. A canção foi gravada apenas por Paul, que canta e toca o violão. Foi a pedido dele que foi colocado um microfone no assoalho do chão do estúdio, para que se ouvissem suas batidas ao estilo folk.
Durante os ensaios da canção, Paul gravou um take imitando Elvis Presley cantando "Blackbird", o que se tornou um bootleg muito interessante pela verossimilhança que ele imprime à imitação.[carece de fontes?]

## Os músicos
- Paul McCartney: violão, vocal, e batidas do pé.

## Influências, regravações e interpretações
A primeira noite em que Linda Eastman (que, depois, se tornaria sua esposa) dormiu com Paul, ele executou essa canção para os fãs que acampavam em frente a sua casa. A história se tornou famosa e, até hoje, fãs esperam que o fato se repita, acampando em frente a sua casa.
A canção, posteriormente, foi gravada pela banda Crosby, Stills, Nash & Young, que fez uma apresentação dela no festival de Woodstock.
Já foi regravada por the Grateful Dead, Billy Preston, the Guess Who, Dave Grohl, John Denver, Dave Matthews Band, Elliott Smith, Marillion, e Maria João & Mário Laginha.
Em 1980, foi feito pelo compositor brasileiro Carlos Rennó, a versão em português "Melro" e foi gravada pela cantora Tetê Espindola no segundo álbum Piraretã.
Sarah McLachlan gravou "Blackbird" para a trilha sonora do filme de 2001 "Uma Lição de Amor." (I Am Sam)
Evan Rachel Wood a gravou na trilha sonora do filme de 2007 "Across the Universe."
Gustavo Santaolalla, o compositor, se inspirou em "Blackbird" quando escreveu "The Wings" para o filme "O Segredo de Brokeback Mountain."
Charles Manson tomou a canção, junto com "Helter Skelter" e "Piggies", como uma metáfora para as relações raciais nos Estados Unidos, o que, posteriormente, inspirou seus crimes.
Eddie Vedder executou a canção várias vezes durante a turnê de seu show solo em 2008.